# Stepankî, Pohrebîșce
Stepankî (în ucraineană Степанки) este un sat în comuna Ceremoșne din raionul Pohrebîșce, regiunea Vinnița, Ucraina.

## Demografie
Componența lingvistică a localității Stepankî
     Ucraineană (98,53%)
     Rusă (1,17%)
     Alte limbi (0,29%)
Conform recensământului din 2001, majoritatea populației localității Stepankî era vorbitoare de ucraineană (98,53%), existând în minoritate și vorbitori de rusă (1,17%).